# Bitwa pod Krutami
Bitwa pod Krutami – bitwa stoczona 30 stycznia 1918 r. pomiędzy oddziałem bolszewickiej armii Michaiła Murawjowa a ochotnikami ukraińskimi dowodzonymi przez Awerkija Honczarenkę, w pobliżu stacji kolejowej Kruty.
22 stycznia 1918 Ukraińska Republika Ludowa znalazła się w stanie wojny z bolszewicką Rosją. Bolszewicy w sile 20-30 tysięcy, pod dowództwem Władimira Antonowa-Owsiejenki, zajęli gubernie charkowską, katerynosławską i połtawską i skierowali się w kierunku Kijowa.
Wojska podporządkowane URL, liczące latem 1917 około 200 000 żołnierzy, stopniały do 15 000, rozmieszczonych na całym terytorium Ukrainy. Dlatego też rząd URL wezwał do formowania oddziałów ochotniczych w celu obrony państwa. Na apel odpowiedzieli studenci kijowskiego Uniwersytetu św. Włodzimierza i Ukraińskiego Uniwersytetu Ludowego, formując Kureń Studencki. Wstąpili do niego również uczniowie starszych klas ukraińskiego gimnazjum im. Cyrylo-Metodiańskiego Bractwa Miasta Kijowa.
26 stycznia dowództwo wojskowe otrzymało od Awerkija Honczarenki, dowódcy ukraińskiego operującego pod Bachmaczem, zawiadomienie o rozpoczęciu bolszewickiego natarcia i prośbę o pomoc. 27 stycznia wysłano mu na pomoc pierwszą sotnię nowo organizowanego Kurenia Studenckiego, bez żadnego przeszkolenia wojskowego, w sile około 120 osób.
Obronę zorganizowano pod Krutami. Kureń Studencki, wraz ze słuchaczami szkoły junkierskiej, otrzymał zadanie obrony stacji kolejowej Kruty. Trzy czoty Kurenia, liczące po około 30 żołnierzy, zajęły miejsca w okopach, czwarta pozostawała w odwodzie.
Atak bolszewicki oddziału liczącego około 4 tysięcy żołnierzy rozpoczął się o godzinie 9. Po kilku godzinach walki dotarł na pomoc oddział Wolnego Kozactwa liczący 80 żołnierzy, ale nie zmieniło to przebiegu walki. Po wyczerpaniu zapasów amunicji oddział kilkakrotnie zrywał się do ataku na bagnety, jednak poniósł ciężkie straty. Walka trwała do późnych godzin nocnych, zginęli wszyscy walczący studenci wraz z dowódcą kurenia – Andrijem Omelczenką. Bolszewicy rozstrzelali również wszystkich wziętych do niewoli 27 studentów. W sumie zginęło około 300 obrońców Krut, straty bolszewickie są nieznane. Opóźnienie ofensywy bolszewickiej pozwoliło obronić Kijów i wywalczyć czas potrzebny na zakończenie rokowań dotyczących traktatu brzeskiego. Bitwa ta jest symbolem patriotyzmu i poświęcenia w walce o niepodległą Ukrainę.

## W kinie
- Kruty 1918 (Крути 1918, film 2019) w reżyserii Oleksija Szapariewa [4].